# Abel de Matos Abreu
Abel de Matos Abreu (Pala, Mortágua, 4 de Junho de 1849 — Lisboa, 29 de Outubro de 1931) foi um magistrado judicial e político que exerceu, entre outros, os cargos de deputado às Cortes, Governador Civil do Distrito de Viseu e juiz conselheiro do Supremo Tribunal de Justiça. Destacou-se pela sua coragem e independência nas decisões judiciais, o que lhe valeu períodos de desterro para os Açores e para Goa. Foi pai de Augusto Cancela de Abreu, ministro durante o regime do Estado Novo.

## Biografia
Nasceu em Pala, concelho de Mortágua em 4 de Junho de 1849, filho de José dos Santos Abreu e Josefina Eusébia Carvalho Frias de Matos.
Concluídos os estudos secundários, ingressou na Faculdade de Direito da Universidade de Coimbra onde concluiu a licenciatura em Direito no ano de 1872.
Concluído o curso, permaneceu em Coimbra como conservador interino do Registo Predial daquela cidade e praticante de advocacia sob a orientação do prestigiado causídico Alexandre de Seabra. Permaneceu em Coimbra até ingressar na magistratura, sendo então transferido para a Anadia como delegado do Procurador Régio junto do respectivo tribunal.
Permaneceu em Anadia até 1885, aí conhecendo Maria José Monteiro Cancella, com quem casa a 27 de Novembro de 1880, e onde nascem os seus filhos. Promovido a juiz de Direito, foi transferido sucessivamente para Baião, Lousã, Cabeceiras de Basto, Póvoa do Varzim, Mangualde e Viseu. O seu périplo pelo país termina a 29 de Março de 1900, quando foi colocado como juiz do Tribunal do Comércio de Lisboa.
Nas suas funções no Tribunal do Comércio obtém notoriedade quando, a 4 de Julho de 1907, nega, em sucessivas sentenças, força legal a um decreto do LV Governo da Monarquia Constitucional, presidido por João Franco, que em ditadura, isto é governando com as Cortes dissolvidas, estabelecera normas sobre a cobrança de pequenas dívidas, deixando os grandes devedores em posição privilegiada.
Esta resistência ao Governo valeu-lhe instantânea notoriedade, com a imprensa da oposição a louvar a seriedade impoluta de um «dos juizes mais ilustres de Portugal, o Sr. Dr. Abel de Mattos Abreu, verdadeiro ornamento da sua classe e da sua terra», proclamando alguns periódicos que «Ainda há juízes em Portugal!» e publicando o seu retrato em gravuras de homenagem. O jornal Vanguarda afirmava então que Mattos Abreu, sozinho, «pesa mais na balança da justiça que todos os togados do Supremo». Nesses dias recebeu de Pala um telegrama de apoio, assinado por 42 conterrâneos, e de Mortágua recebeu telegramas de personalidades de diversos quadrantes políticos afirmando: «Dr. Abel de Mattos Abreu, Lisboa, saudamos levantado procedimento de V.Ex.ª, sentença cobrança de pequenas dívidas. Fazemo-lo como simples cidadãos, sem espirito partidário, em homenagem à legalidade e justiça».
Também a Câmara Municipal de Mortágua, na sessão de 13 de Julho de 1907, lavrou um expressivo voto de congratulação no qual afirma: »A Câmara tendo no mais alto apreço as qualidades intelectuais e morais que tanto distinguem o meritíssimo Juiz do Tribunal do Comércio Abel de Mattos de Abreu, ilustre filho deste concelho, no momento em que o seu nome adquire uma tão grande popularidade e mais aparece aureolado pelo respeito e admiração pública, resolve por unanimidade, lançar na acta da sua sessão de hoje, um voto de congratulação pela atitude tomada por todo o país e pela imprensa, na apoteose feita ao seu querido patrício.».
Apesar das manifestações públicas de apreço e da popularidade nacional adquirida, negou-se a emitir qualquer comentário sobre o comportamento do Governo ou do Supremo Tribunal de Justiça, atitude que não evitou que o Governo o transferisse para o Tribunal da Relação dos Açores, em Ponta Delgada, impodo-lhe de facto uma pena de exílio sob a forma de uma promoção na carreira judicial.
Após o Regicídio de 1908, e a consequente queda do Governo de João Franco, foi nomeado a 22 de Fevereiro de 1908 para o cargo de Governador Civil do Distrito de Viseu, cargo que exerce apenas durante três meses, por tere sido eleito deputado às Cortes da Monarquia nas eleições gerais realizadas a 5 de Maio de 1908, pelo círculo eleitoral de Aveiro integrado nas listas do Partido Progressista.
Prestou juramento na Câmara dos Deputados a 22 de Maio de 1908. Na sua acção parlamentar distinguiu-se pelo estudo e preparação de leis e pela forma disciplinada e rigorosa como desempenhou funções nas diversas comissões parlamentares que integrou, nomeadamente na Comissão do Comércio (em três mandatos sucessivos), na Comissão Interparlamentar de Tarifas, Comissão de Reclamações e Vacaturas (a que presidiu), na Comissão da Reforma Eleitoral e na Comissão dos Negócios Eclesiásticos.
Terminado o mandato de deputado com a dissolução da Câmara dos Deputados, decretada a 27 de Junho de 1910, não se recandidata e passou a ocupar o lugar no Tribunal da Relação de Lisboa para onde entretanto tinha sido transferido. Nestas funções volta a destacar-se quando a 11 de Novembro de 1910, na sequência da implantação da República Portuguesa, lhe foi distribuído, como relator, o processo do agravo interposto pelo antigo Presidente do Conselho de Ministros João Franco contra o despacho de 1.º Juízo de Investigação Criminal de Lisboa, que o tinha pronunciado por abuso de poder nos tempos em que governara em ditadura. Apesar do mesmo João Franco o ter desterrado para os Açores, decide dar provimento ao agravo, despronunciando João Franco e fazendo cair o processo contra aquele político.
Apesar de nova onda de apoio, incluindo um telegrama de apoio dos seus conterrâneos de Mortágua, o juiz Matos Abreu foi considerado o cabecilha do grupo de «juizes rebeldes», como foram apelidados pelos republicanos no poder, e compulsivamente transferido para o Tribunal da Relação de Nova Goa, por decreto de Afonso Costa datado de 21 de Dezembro de 1910 e publicado no Diário do Governo n.º 66 de 1910, de 22 de Dezembro daquele ano.
Coincidindo este novo desterro, desta feita para a longínqua Índia, com a doença e morte, a 25 de Janeiro de 1911, de sua esposa, terá ponderado não acatar o decreto e permanecer em Lisboa. Contudo, a 8 de Abril de 1911, acompanhado pelo filhos Adriana e Augusto, partiu para Nova Goa, onde chegou no dia 1 de Maio, em plenas férias judiciais. Em nova reviravolta, a 6 de Junho daquele ano de 1911 foi publicado no Diário do Governo o Decreto com força de lei de 5 de junho,  da autoria de Bernardino Machado, mandando que sejam novamente collocados no Tribunal da Relação de Lisboa os juizes que do mesmo tribunal haviam sido removidos por decretos de 21 e 22 de dezembro de 1910 e 14 de janeiro de 1911. Um mês depois, a 13 de Julho, o Supremo Tribunal de Justiça anulou definitivamente todo o processo contra João Franco.
Entretanto na longínqua Goa, Matos Abreu e os filhos iniciam a 12 de Junho, após curta estadia, a sua viagem de regresso a Lisboa e ao seu lugar de juiz do Tribunal da Relação de Lisboa, cargo em que permanecerá até 1 de Abril de 1919, data em que ascendeu a juiz conselheiro do Supremo Tribunal de Justiça. Foi posteriormente nomeado membro do Conselho Superior de Notariado e do Conselho Superior Judiciário. Aposentou-se em 1923, como juiz conselheiro do Supremo Tribunal de Justiça, por ter atingido o limite de idade fixado para as funções judiciais. Nas homenagens que então lhe foram prestadas foi ressaltado a sua «severa imparcialidade que não se deixa inquinar por sugestões ou simpatias» e a defesa intransigente dos direitos fundamentais e da independência do Poder Judicial que sempre tinham norteado o seu percurso profissional.
Depois de aposentado mantém-se activo, assumindo em 1925 o cago de presidente da Secção de Ciências Sociais e Jurisprudência da Sociedade de Geografia de Lisboa, de que era sócio efectivo, cargo que exerceu até falecer.
Colaborou na revista de O Direito, especializada em jurisprudência, tendo o seu nome figurado no cabeçalho daquele periódico de 1 de Janeiro de 1910 até ao seu falecimento. Foi da sua autoria o primeiro projecto de lei de protecção ao inquilinato comercial.
O seu filho Augusto Cancela de Abreu desempenhou as funções de Ministro das Obras Públicas e de Ministro do Interior durante o Estado Novo.
Faleceu em Lisboa a 29 de Outubro de 1931, sendo sepultado no cemitério de Pala no dia 31 do mesmo mês. A sua urna foi coberta com a bandeira da Sociedade de Geografia de Lisboa.